# 深北緑地
深北緑地（ふかきたりょくち）は、大阪府大東市深野北と寝屋川市河北中町にまたがって所在する、大阪府営の多目的遊水地として整備された公園。面積約41.0ha。治水施設として寝屋川治水緑地の名称も使われる。

## 概要

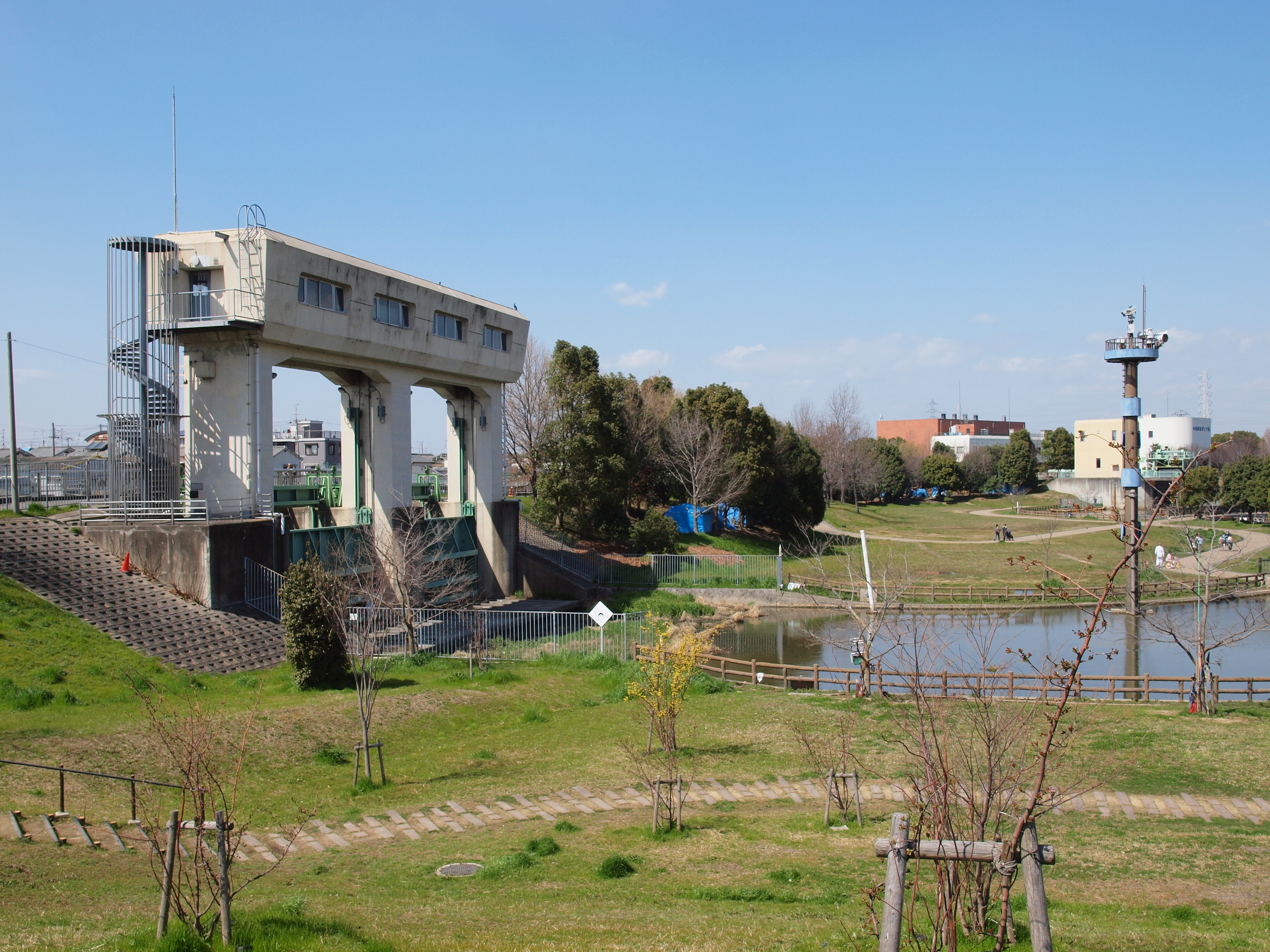
水辺のゾーンにある寝屋川排水門

1978年（昭和53年）に都市計画決定され、1981年（昭和56年）一部開設した。2017年度時点での都市計画面積は45.6ha、開設面積は41.0ha、うち寝屋川市域14.6ha 大東市域26.4haである。
緑地の西側は寝屋川と、北は江蝉川、南は権現川に接する。
平常時は運動広場や公園として利用され、大雨の時には増水した河川の水を一時貯留することによって、洪水による被害を防止する遊水地の役目を担う。
公園の周囲は寝屋川の堤防と同じ高さの堤で囲まれている。寝屋川、江蝉川、権現川と接する堤の一部は意図的に通常の堤防よりも低い「越流堤」としており、寝屋川水系の増水時に水を意図的に緑地内へ誘導するようにしている。緑地内は3つのゾーンに区切られており、まず「Aゾーン」に貯留し、さらに必要な場合は「Bゾーン」 「Cゾーン」に貯留する。3つのゾーンの合計有効貯水容量は146万m3（大阪マルビル約16杯分） 
。排水時は緑地の南西にある寝屋川排水門を開いて排水する。1982年8月に初めて灌水し、2019年1月時点で合計19回灌水している。1999年と2004年にはCゾーンまで灌水した。

## 公園施設
緑地内は冠水頻度により、堤に区切られた3つのゾーンに分かれている。
水辺のゾーン（Aゾーン）
公園の西側、寝屋川に接したエリアとなっている。
- 北半分は寝屋川からの越流水の減勢用に設けられた深野池が広がっている。通常時は白鳥や鴨などの野鳥が生息しており、間近で観察することができる。鳥獣保護区に指定されており、釣りは禁止となっている。
- 南半分は深野池に続く貯水池になっており、寝屋川排水門に繋がる。釣りは可能。
- 自由広場（BMX、マウンテンバイクコース）
- 第1BBQ広場
- レンコン畑
- ゆめ畑
- 残念石

ふれあいゾーン（Bゾーン）
公園の北側、寝屋川市内のエリア。
- 芝生広場
- 桜の園

約25種の桜が植えられている。
（公園全体で約1100本の桜が植えられている。)
- 恐竜広場
- とりで広場
- 水辺のエリア
- 木製デッキ
- 円形花壇
- 波の広場（スケートボード、ローラースケート、マウンテンバイク）
- 第二駐車場
- 第2BBQ広場
- 有料BBQ広場

スポーツゾーン（Cゾーン）
公園の東側、大阪外環状線に接している。
- 軟式野球場
- テニスコート

エリアのいちばん南にドッグランスペースがある。
- 球技広場
- ロケット広場
- 第一駐車場
- 管理事務所・売店
- 寝屋川治水緑地顕彰碑

## 交通アクセス
- 国道170号大阪外環状線 （深北遊水池東交差点または河北東交差点から入る）
- 大阪府道21号八尾枚方線 （江端交差点を東進）

※駐車場は第一・第二あわせて642台収容、有料
- JR学研都市線 野崎駅または四条畷駅から徒歩約15分
- 京阪本線 萱島駅または寝屋川市駅からねやbusに乗車し深北緑地停留所下車